# Dave Foley

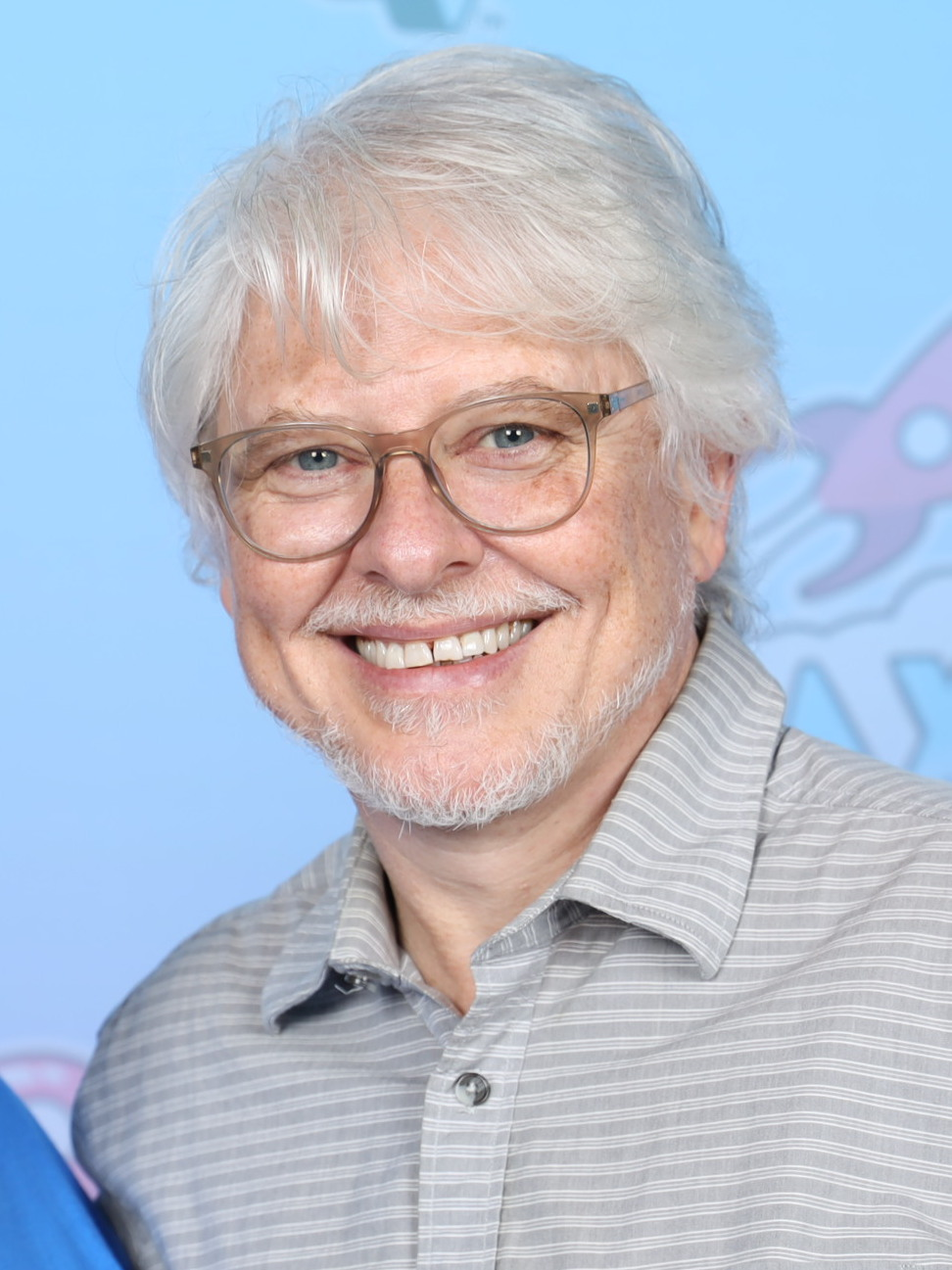
Dave Foley (2023)

David Scott Foley (* 4. Januar 1963 in Etobicoke, Toronto, Ontario) ist ein kanadischer Schauspieler, Komiker und Entertainer.

## Leben
David Foley ist in rund 100 Fernsehshows, Serien und Filmen aufgetreten und ist damit neben Martin Short einer der produktivsten kanadischen Komiker und Entertainer. Besonders bekannt waren die Sketch-Show The Kids in the Hall (1988–1994) und die amerikanische Sitcom NewsRadio (1995–1999).
Am 31. Dezember 1991 heiratete Foley in Kanada zum ersten Mal. Die Ehe, aus der zwei Söhne (* 1991 und * 1995) hervorgegangen sind, wurde 1997 geschieden. In zweiter Ehe war er von 2002 bis 2008 verheiratet. Die aus der Ehe hervorgegangene Tochter Alina (* 2003) ist Schauspielerin.

## Filmografie (Auswahl)
Filme
- 1986: High Stakes
- 1987: Noch drei Männer, noch ein Baby (Three Men and a Baby)
- 1994: Was ist Pat? (It’s Pat)
- 1997: The Wrong Guy
- 1999: Eve und der letzte Gentleman (Blast from the Past)
- 1998: Das große Krabbeln (A Bug’s Life, Stimme)
- 1999: Ich liebe Dick (Dick)
- 1999: Toy Story 2 (Stimme)
- 2000: Monkeybone
- 2005: Sky High – Diese Highschool hebt ab! (Sky High)
- 2006: Cars (Stimme)
- 2007: Vampire Office
- 2007: Postal (Postal – The Movie)
- 2010: Beilight – Bis(s) zum Abendbrot (Vampires Suck)
- 2010: Suck – Bis(s) zum Erfolg (Suck)
- 2011: Monster Brawl
- 2012: Last Call
- 2013: Nennt mich verrückt! (Call Me Crazy: A Five Film, Fernsehfilm)
- 2013: Die Monster Uni (Monsters University, Stimme)
- 2018: Manhattan Queen (Second Act)
- 2019: Benjamin
- 2024: Space Cadet

Serien
- 1987: Anne in Kingsport (Anne of Green Gables: The Sequel, Miniserie, 2 Folgen)
- 1988–1995: The Kids in the Hall (102 Folgen, Stimme als Erzähler)
- 1995–1999: NewsRadio (97 Folgen)
- 2001: Becker (Hanging With Jake, Folge 4x07)
- 2003: King of Queens (The King of Queens, Folge 5x12)
- 2004: Will & Grace (5 Folgen)
- 2006–2007: Scrubs – Die Anfänger (Scrubs, 2 Folgen)
- 2007–2009: The New Adventures of Old Christine (3 Folgen)
- 2008: Stargate Atlantis (Folge 5x16)
- 2008: In Plain Sight – In der Schusslinie (In Plain Sight, Folge 1x04)
- 2008: Brothers & Sisters (Folge 3x08)
- 2010, 2013–2015: Hot in Cleveland (18 Folgen)
- 2011: Eureka – Die geheime Stadt (Eureka, Folge 4x20)
- 2011: How I Met Your Mother (Folge 6x24)
- 2011–2013: Dan Vs. (46 Folgen, Stimme)
- 2011: Desperate Housewives (Folge 7x14)
- 2012–2016: The Middle (6 Folgen)
- 2014–2015: Spun Out (25 Folgen)
- 2015: Odd Couple (The Odd Couple, 4 Folgen)
- 2015–2016: Harveys schnabelhafte Abenteuer (Harvey Beaks, 12 Folgen, Stimme)
- 2015–2017: Dr. Ken (44 Folgen)
- 2016–2017: Bajillion Dollar Propertie$ (2 Folgen)
- 2019: Carter (1 Folge)
- 2021: Superstore (Folge 6x13)